# Stylidium ricae
Stylidium ricae är en tvåhjärtbladig växtart som beskrevs av S. Carlquist. Stylidium ricae ingår i släktet Stylidium och familjen Stylidiaceae. Inga underarter finns listade i Catalogue of Life.